# Цифровые права
Цифровые права — права человека, заключающиеся в праве людей на доступ, использование, создание и публикацию цифровых произведений, доступ и использование компьютеров и иных электронных устройств, а также коммуникационных сетей, в частности, к сети интернет. Доступ в интернет признаётся как право в соответствии с законодательством ряда стран.
Согласно определению «Словаря тактической реальности» Конрада Беккера, «цифровые права человека — это расширение и применение универсальных прав человека к потребностям общества, основанного на информации… Базисные цифровые права человека включают право доступа к электронной сети, право свободно общаться и выражать мнения в сети, и право на неприкосновенность частной сферы». В 1997 году на кассельском художественном фестивале Documenta группой амстердамских активистов медиацентра De Waag впервые была представлена Хартия коммуникационных прав человека (The People’s Communication Charter). В ней формулировались требования, касающиеся сохранения общественного публичного пространства как общественного достояния и защиты её от покушений со стороны коммерческих и полицейских интересов. С 1997 года свод коммуникационных прав человека был серьёзно доработан, и работа по их защите последовательно ведётся общественной инициативой CRIS (Communication Rights in the Information Society, http://www.crisinfo.org, http://www.idash.org), в сотрудничестве с ЮНЕСКО, различными НГО и другими структурами международного значения.
Понятие цифрового права неразрывно связано с понятием цифровых услуг. Если нет в нужном объёме цифровых услуг, то и не может возникнуть цифрового права на их использование. Во времена аналоговых телефонов право на телефонную связь отсутствовало, так как общество не могло обеспечить телефонными линиями всех желающих. Переход к цифровой мобильной связи дал возможность обеспечить всех желающих мобильными телефонами. У каждого появилось право на цифровую телефонную связь, однако это право гражданин может утратить. При аресте мобильные телефоны изымаются.
Цифровые права гражданина могут быть ущемлены государством (например, правоохранительными органами), а также цифровые права гражданина могут быть ущемлены провайдером, который объявил о готовности предоставить цифровые услуги, заключил договор, но не желает выполнять его. Атаковать цифровые права гражданина могут различного рода мошенники. Одним из способов ущемления цифровых гражданских прав человека является навязывание ему совершенно ненужных цифровых услуг (например, спама).
Важнейшими цифровыми правами гражданина являются права на конфиденциальность, анонимность, обезличенность его уже оцифрованной персональной информации. Эти права обеспечиваются в России федеральным законом № 152 «О персональных данных».
Основной ролью цифрового государства[неизвестный термин] является защита цифровых прав своих граждан от посягательств на них злоумышленников, пытающихся дезинформировать общество или отдельного человека.
В России правоприменительная практика в сфере цифровых прав определяется Федеральным законом от 18 марта 2019 г. N 34-ФЗ «О внесении изменений в части первую, вторую и статью 1124 части третьей Гражданского кодекса Российской Федерации», данная категория теперь закреплена в статье 141.1 Гражданского кодекса Российской Федерации.